# Sehqaleh
Sehqaleh (farsi, سه‌قلعه) è una città dello shahrestān di Sarayan, circoscrizione di Sehqaleh, nella provincia del Khorasan meridionale. Aveva, nel 2006, una popolazione di 5.023 abitanti.